# Сен Готард (проход)
Сен Готард, известен и само като Готард (на немски Gotthardpass, на италиански Passo del San Gottardo) е един от най-важните проходи в Алпите, разположен на височина 2106 м. Той се намира в Лепонтинските Алпи, и свързва долините на реките Тичино и Ройс. През него минава главният европейски вододел, тъй като на север е басейна на река Рейн, която се влива в Северно море, а на юг - на река По, която тече към Средиземно море. Макар че проходът е изцяло в Швейцария, той е на границата между италианската и немската езикова общност, тоест между кантоните Тичино и Ури. От двете му страни са курортните селища Айроло (на юг) и Андермат (на север). Проходът е дълъг 26 км. Планините от двете му страни понякога се разглеждат като общ масив, известен със същото име - Сен Готард.
Сен Готард има ключово стратегическо значение. Щом се слезе от северната страна, долината на Ройс отвежда към Люцерн и Цюрих. На изток през прохода Обералп започва долината на Преден Рейн, на запад през прохода Фурка - долината на Рона, която се спуска към Женевското езеро. Във всички посоки са построени железопътни линии и автомобилни пътища, така че мястото е важен трънспортен възел. На юг магистралата води към Белинцона, езерото Лугано и в крайна сметка - до Милано.
През прохода е построен автомобилен път, а от 1882 г. функционира 15-километров железопътен тунел. През 1980 г. е открит известният автомобилен тунел, който поема движението по автомагистралата Милано-Цюрих. През 2016 г. е въведен в експлоатация и най-дългият железопътен тунел в света - 57 км. Той не минава точно под прохода, а източно от него, на дълбочина 2300 м. под върха на планината.
Проходът е познат от римско време, но значението му остава ограничено до ХІІІ в.сл. н. е. През следващото столетие за първи път се споменава името му. Трафикът през него постепенно се увеличава въпреки големите опасности от двете страни - от север ждрелото Шоленен, където се минава по известния Дяволски мост, от юг тясната долина Тремола.